# Штапельне волокно
Шта́пель, шта́пельне волокно (нім. Stapel) — текстильне волокно обмеженої довжини, як правило, не більше 40—45 мм, яке використовують в текстильній промисловості для вироблення як пряжі, так і нетканих матеріалів шляхом скріплення полотна з таких волокон каландруванням, водострумнним скріпленням, голкопробивним способом, спанлейсом або ниткопрошивним електрофлокуванням.Штапельні волокна бувають як штучного (віскоза, скло), так і природного походження (бавовна, льон, шерсть тощо).